# مردی با قلم‌موی زرین
مردی با قلم‌موی زرین (آلمانی: Der Mann mit dem goldenen Pinsel؛ ‏ ایتالیایی: L'uomo dal pennello d'oro) یک فیلم کمدی اِروتیک آلمانی به کارگردانی «فرانتس ماریشکا» است که در سال ۱۹۶۹ منتشر شد.

## بازیگران
- ادویژ فنش
- مارچلا میکلانجلی
- لوئیجی بونوس
- راینر بازِدو
- زپ گنایسل
- لُنی هویزر
- مارگوت مالر